# Cantone di Ossun
Il Cantone di Ossun è una divisione amministrativa dell'arrondissement di Tarbes.
A seguito della riforma approvata con decreto del 25 febbraio 2014, che ha avuto attuazione dopo le elezioni dipartimentali del 2015, non ha subìto modifiche.

## Composizione
Comprende i comuni di:
- Averan
- Azereix
- Barry
- Bénac
- Gardères
- Hibarette
- Juillan
- Lamarque-Pontacq
- Lanne
- Layrisse
- Loucrup
- Louey
- Luquet
- Orincles
- Ossun
- Séron
- Visker